# Championnat de l'Amazonas de football
Le championnat de l'Amazonas, en portugais Campeonato Amazonense, est une compétition régionale brésilienne de football se déroulant dans l'État de l'Amazonas, créée en 1914 et organisée par la fédération de l'Amazonas de football. C'est l'un des 27 championnats des États brésiliens.

## Organisation

### Format de la compétition
Jusqu'en 2015, le championnat se dispute en deux phases dénommées Taça Estado do Amazonas et Taça Cidade de Manaus. Jusqu'à la saison 2010, la Taça Estado do Amazonas prend la forme d'un mini championnat où les clubs s'affrontent chacun une fois, alors que la Taça Cidade de Manaus se déroule en deux groupes de cinq équipes, dont les deux premiers disputent une série éliminatoire en match simple. Si un club remporte à la fois la Taça Estado do Amazonas et la Taça Cidade de Manaus, il est automatiquement déclaré champion. Dans le cas contraire, une finale en match aller-retour entre les vainqueurs des deux phases est disputée pour déterminer le champion.
Lors des saisons 2011 et 2012, les deux phases se déroulent sous la forme d'un mini championnat, lors duquel les équipes ne s'affrontent chacune une fois. Lors des saisons 2013 et 2014, les deux phases se déroulent sous la forme de deux groupes de cinq, dont les deux premiers disputent une série éliminatoire.
À partir de 2015, le championnat se dispute en une poule unique, dans laquelle les équipes s'affrontent chacune deux fois et dont les quatre premiers disputent une phase finale sous forme de série éliminatoire en matchs aller-retour.